# Montejo v. Louisiana
Montejo v. Louisiana ist ein am Obersten Gerichtshof der Vereinigten Staaten verhandelter Fall zur Frage, ob Aussagen einer Verdachtsperson ohne Beisein eines Anwalts in einer auf Initiative der Polizei begonnenen Befragung gerichtlich verwertbar sind, wenn für diese Person zu einem früheren Zeitpunkt bereits ein Anwalt (z. B. durch ein Gericht) bestellt wurde.

## Hintergrund
Der Beschwerdeführer Jesse Jay Montejo war vom US-Bundesstaat Louisiana des Mordes an dem Geschäftsmann Louis Ferrari angeklagt. Montejo wurde nach seiner Festnahme ordnungsgemäß über sein Schweigerecht und das Recht auf einen Anwalt belehrt. Er forderte weder ausdrücklich die Bestellung eines Anwalts noch gab er dieses Recht ausdrücklich auf. Bei einer Voranhörung zu seinem Fall wurde vom Gericht ein Pflichtverteidiger für ihn bestellt, was in verschiedenen Bundesstaaten gängige Praxis ist, wenn die Verdachtsperson dies nicht selbst fordert. Hierbei gilt seit der Entscheidung Michigan v. Jackson, dass – wenn eine Verdachtsperson einen Anwalt hat – nur über den Anwalt mit ihr kommuniziert wird und die Polizei selbst weitere Befragungen nicht selbst gegenüber dem Verdächtigen initiiert.
Nach seiner Festnahme kooperierte und sprach Montejo jedoch weiter mit den Polizeibeamten, obwohl der für ihn bestellte Anwalt nicht anwesend war. Zu dieser Zeit schrieb Montejo auch einen Beileidsbrief an die Witwe des Mordopfers. Erst danach traf er den für ihn bestellten Pflichtverteidiger. Der Brief wurde vor Gericht als Beweismittel zugelassen und Montejo wurde zum Tode verurteilt.

## Urteil
Mit einer Mehrheit von 5 der insgesamt 9 Richterstimmen erklärte das Oberste Gericht den Beileidsbrief für zulässig. Die übliche Praxis, dass die Polizei nur über den Anwalt mit der Verdachtsperson kommunizieren darf, gelte nur, wenn die Person das Recht auf einen Anwalt explizit geltend gemacht habe, nicht jedoch im Falle einer gerichtlichen Bestellung eines Pflichtverteidigers.